# 池田生二
池田 生二（いけだ せいじ、1912年〈明治45年〉6月17日 - 1998年〈平成10年〉）は、日本の俳優。本名：池田清二。別名：池田生三。長男は脚本家の池田太郎。長野県諏訪郡上諏訪町（現諏訪市）出身。

## 人物
旧制諏訪中学校卒業。日本大学経済学部卒業後、日本プロレタリア演劇同盟の演劇研究所の研究生となり、東京左翼劇場を経て新築地劇団で活動。
1940年には思想統制により新築地劇団、新協劇団関係者らの一斉検挙が行われ、池田も検挙された。
戦時中は、丸山定夫らの苦楽座（後の移動演劇『桜隊』）に参加。広島への劇団疎開に参加したが、妻の実家の戦災見舞いのために静岡県沼津市に向い、広島原爆投下当日には広島にいなかった。戦後は、テレビ・映画で脇役として活躍。
1998年死去。享年、死因は不明。

## 経歴
- 1931年、日本プロレタリア演劇同盟の演劇研究所の研究生となり、『東洋車輛工場』（村山知義作）で舞台に初出演。
- 1934年2月、久板栄二郎との共著『演劇運動の新らしき発展のために』を日本プロレタリア演劇同盟出版部から出版。
- 1945年、移動劇団「桜隊」に参加。その後、桜隊の生き残りとして追悼・証言活動を行い、映画『さくら隊散る』を企画した。
- 1966年、「『苦楽座移動隊』（桜隊）日誌」を『新劇』誌7月から9月号に連載。
- 1988年、一人芝居『芭蕉異聞』。同年、企画した『さくら隊散る』が完成・公開。「『捨吉』に三好さんを偲ぶ 『三好十郎』展を観て」を早稲田大学図書館報『ふみくら』（11月5日発行）に書く。
- 1991年8月5日、放送のNHK『現代ジャーナル 原爆とは知らず 女優・園井恵子の戦争』に証言者として出演。

## 出演作品

### 映画
- 1959年 或る剣豪の生涯 - 槍屋金助
- 1959年 戦国群盗伝 - 牢番
- 1961年 大坂城物語 - 南条中書
- 1961年 紅の海 - 上坂
- 1961年 黒い画集 第二話 寒流 - 宇都宮支店次長[注釈 1]
- 1963年 やぶにらみニッポン - 葉津の父
- ゴジラシリーズ
  - 1964年 三大怪獣 地球最大の決戦 - 警官[出典 2]
  - 1966年 ゴジラ・エビラ・モスラ 南海の大決闘 - 漁業組合長[出典 3]
- 1965年 けものみち - 浅沼
- 1968年 首 - 堀本医師
- 1969年 コント55号 人類の大弱点 - 日本人材銀行の男客
- 1969年 大日本スリ集団 - 受付の男
- 1974年 沖田総司 - おちさの父
- 1986年 玄海つれづれ節
- 1988年 さくら隊散る - 川道信介

### テレビドラマ
- 1958年 喧嘩太郎（KR）
- ウルトラシリーズ（TBS）
  - 1966年 ウルトラQ
    - 第3話「宇宙からの贈りもの」- 宇宙開発局・広報官[注釈 2]
    - 第8話「甘い蜜の恐怖」- 吾作[1]

  - 1966年 ウルトラマン 第21話「噴煙突破せよ」- 中学校教頭
  - 1973年 ウルトラマンタロウ 第37話「怪獣よ故郷へ帰れ!」- めぐみの祖父
  - 1975年 ウルトラマンレオ 第45話「まぼろしの少女」- 科学者
- 1968年 進め!青春 第2話「ゴーゴー・レッツゴー」（NTV）
- 特別機動捜査隊（NET）
  - 1968年 第332話「東京の空の下」- 深見
  - 1968年 第354話「昿野を馳ける女」- 赤城
  - 1968年 第368話「武蔵野心中」- 進藤
  - 1969年 第379話「決斗」- 三浦
  - 1969年 第398話「蜜蜂色の少女」- 神主
  - 1969年 第404話「待っていた人」- 高橋
  - 1970年 第434話「赤ん坊」- おでん屋
- 鬼平犯科帳（松本幸四郎版）（NET）
  - 1969年 第12話「妖盗葵小僧」‐ 専右衛門
  - 1970年 第30話「盗法秘伝」（1970年） ‐ 古田求馬
  - 1970年 第49話「神田明神裏」（1970年）- 笹山伝五郎
- 1971年 人形佐七捕物帳 第13話「ほおづき大尽」（NET）- 上総屋角右衛門
- 一心太助（1972年、CX / 国際放映）
  - 第19話「昔より女ならでは」 - 寿庵
  - 第25話「よき哉江戸の春」 - 医者
- 太陽にほえろ!（NTV）
  - 1972年 第7話「きたない奴」- 駐車場の男 [注釈 2]
  - 1972年 第30話「また若者が死んだ」- 盗難車の持ち主 [注釈 2]
  - 1973年 第41話「ある日、女が燃えた」- 会議場前の男
  - 1973年 第53話「ジーパン刑事登場!」- 派出所の警官
  - 1973年 第65話「マカロニを殺したやつ」- ビル工事現場の男
  - 1974年 第118話「信じあう仲間」- 情報屋の男
  - 1975年 第144話「タレ込み屋」- タレ込み屋
- 1972年 快傑ライオン丸 第30話「怪人マツバラバ 一本松の謎」（CX）- 弓師
- 1972年 ワイルド7 第5話「怪力、ヘラクレス」（NTV）- 九鬼博士
- 1972年 怪談 第6回「累ヶ渕」（MBS）- 医者
- 1973年 ダイヤモンド・アイ 第9話「宝石展示会の陰謀!」（NET） - 老紳士
- 1973年 荒野の素浪人 第52話「流浪 殺しの子守唄」（NET）
- 伝七捕物帳
  - 日本テレビ版 1973年 第7話「火の玉参上!」
  - 1974年 第13話「消えた姫君」
  - 1974年 第45話「無情の花嫁衣裳」- 宿の主人
  - 1974年 第46話「罠にかかった火あそび」
  - 1975年 第66話「江戸の花、めおと仇討」
  - 1975年 第70話「人情裏町千両唄」
  - 1975年 第80話「むすぶ情の夫婦そば」
  - 1976年 第111話「はぐれ烏が風に泣く」- 棟梁
  - 1976年 第112話「執念の投げ十手」- そば屋（タイトルロール前）
  - 1977年 第133話「強虫嬶に弱虫亭主」- 徳兵衛
  - 1977年 第151話「売られた恩の落し穴」
  - テレビ朝日版 1979年 第8話「はぐれ者」（ANB）
- 1973年 荒野の用心棒 第4話「黒い野望を砂丘に埋めて…」（NET）- 生沢頼母
- 1974年 若い!先生 第9話「君が作る明日」（TBS）- 笹塚教頭
- 1975年 日本沈没 第15話「大爆発・海底油田」（TBS）
- 1975年 電人ザボーガー 第42話「魔神三ツ首竜 その謎をあばけ!」（CX）- 教授
- 1975年 鞍馬天狗 第19回「世直しまさかり組」（NTV）- 丸幸
- 大江戸捜査網（12ch）
  - 1976年 第236話「殺しの陰謀」
  - 1976年 第264話「囚人強奪の謎」
  - 1977年 第282話「男涙の離縁状」
  - 1977年 第288話「浪人殺しの陰謀」- 岡部良庵
  - 1977年 第307話「初見参お銀 仇討ち始末」
  - 1978年 第322話「悪夢に泣く少女の叫び」
  - 1978年 第336話「鉄火娘　怒りの一番纏」
  - 1978年 第349話「過去を裁く挑戦状」
  - 1978年 第360話「狙われた恐怖の連判状」
  - 1979年 第393話「宿無し少年と女掏摸」
  - 1983年 第619話「姫が消えた非情の囮作戦」
- 1976年 愛のサスペンス劇場『愛が見えますか…』第12話（NTV）- ガスの集金人
- 1977年 華麗なる刑事 第22話「嘘つき幸ちゃんの憧れ」（CX）
- 1978年 ゆうひが丘の総理大臣 第27話「ああ夕日丘に陽がおちて!」（NTV）
- 1978年 江戸の渦潮（CX）
  - 第9話「日陰の花に朝が来た」
  - 第15話「悲しみは愛の祈りを」
- 1979年 ふしぎ犬トントン 第15話「鬼さんのプレゼント」（CX）- 校長先生
- 1980年 新・江戸の旋風（CX）
  - 第2話「山吹色は悪の色」
  - 第7話「つっぱりすぎた慾の皮」- 清兵衛
  - 第20話「地獄極楽夢のからくり」- 尾張屋
- 1980年 男! あばれはっちゃく（ANB）
- 1980年 新五捕物帳 第128話 「鯨とりの詩」（NTV）- 老漁師
- 1981年 気になる天使たち 第10話「娘は、いまが曲り角」（CX）- 撮影所重役
- 鬼平犯科帳 (萬屋錦之介)（ANB）
  - 1981年 第2シリーズ 第23話「金太郎そば」- 善助
  - 1982年 第3シリーズ 第16話「深川・千鳥橋」- 金兵衛

### テレビアニメ
1969年
- 佐武と市捕物控 第8話「魔の当りくじ」- 宮司

### 舞台
- 逆徒
- 挫折
- 辻立ち路通 芭蕉異聞
- 朴達の裁判